# Добрин Сарачев
Добрин Недялков Сарачев е български офицер, полковник.

## Биография
Роден е на 8 май 1955 г. в Сливен. Завършва през 1978 г. випуск „Освобожденски – 1978“ на Висшето народно военно училище „Васил Левски“ във Велико Търново с профил танкови-технически. Бил е заместник-командир по техническата част на танкова рота и танков батальон. Известно време е началник на бронетанкова и автомобилна служба към танкова бригада. През 1988 г. завършва Военната академия в София с инженерна, оперативно-тактическа специалност. Отделно завършва магистратура „Финанси“ в УНСС (2002) и „Стратегическо ръководство на отбраната и Въоръжените сили“ във Военната академия в София през 2003 г. Бил е заместник-командир по техническата част на тринадесета танкова бригада и седма мотострелкова дивизия. На 4 май 2005 г. е назначен за командир на командване „Изток“ (трета армия). Сарачев е последния командир на трета българска армия, след което тя е закрита. След това е началник на отдел „Логистика“ към Щаб на Сухопътните войски. На 25 април 2006 г. е освободен от длъжността командир на командване „Изток“, считано от 1 юни 2006 г. На 5 февруари 2008 г. е назначен за помощник-началник на щаба на Сухопътните войски по ресурсите. На 1 април 2008 г. е освободен от длъжността помощник-началник на щаба на Сухопътните войски по ресурсите.

## Военни звания
- Лейтенант (1978)
- Старши лейтенант (1981)
- Капитан (1985)
- Майор (1990)
- Подполковник (1995)
- Полковник (1998)